# Nepenthes neoguineensis
Nepenthes neoguineensis este o specie de plante carnivore din genul Nepenthes, familia Nepenthaceae, ordinul Caryophyllales, descrisă de Macfarl.. Conform Catalogue of Life specia Nepenthes neoguineensis nu are subspecii cunoscute.

## Galerie de imagini

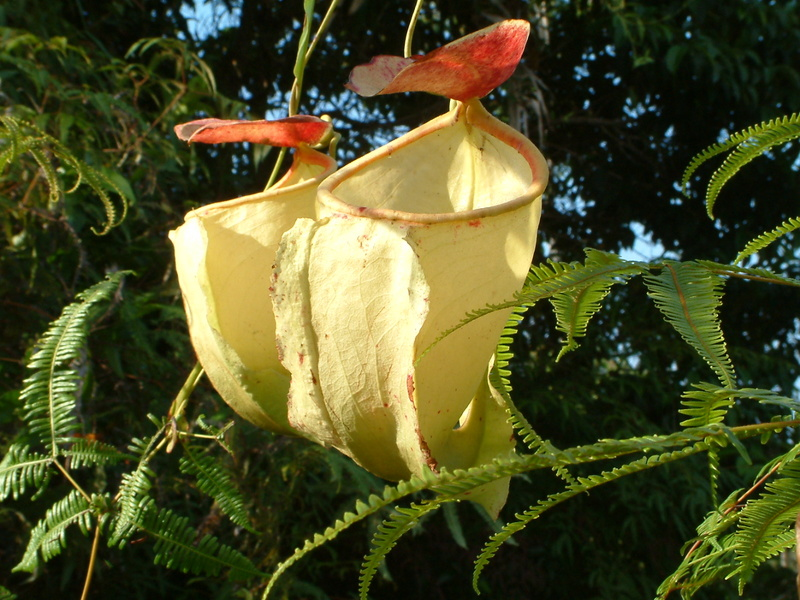
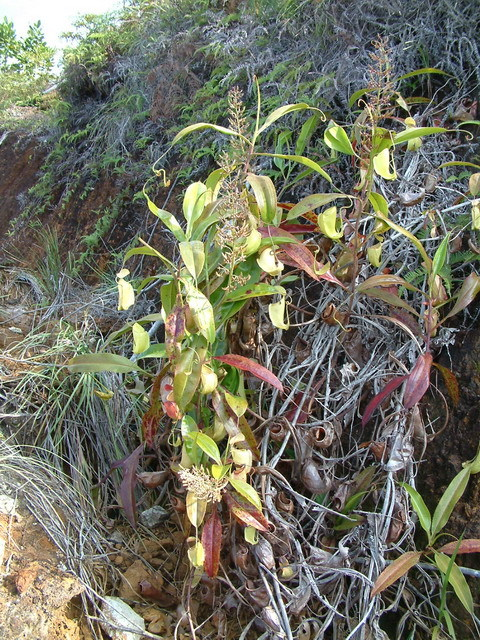
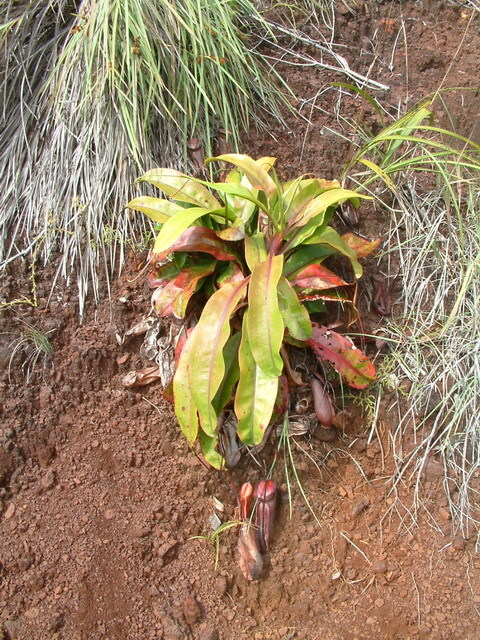
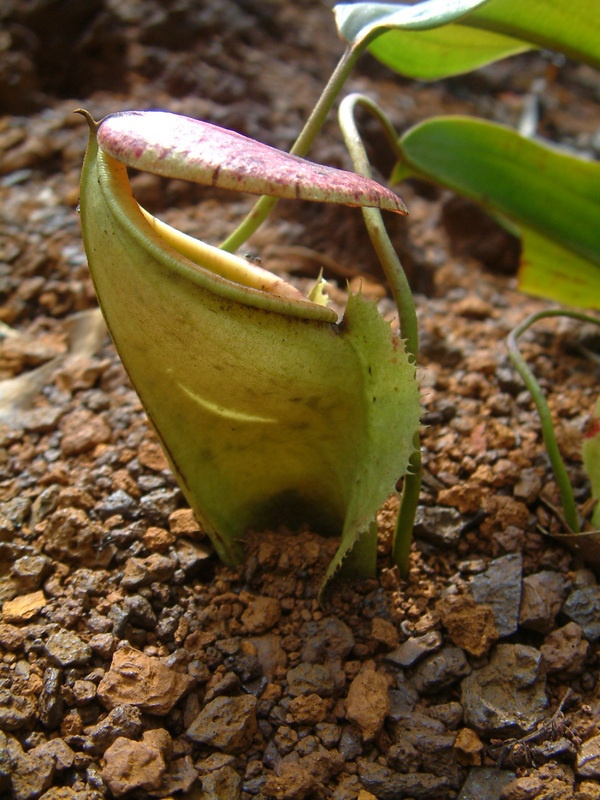
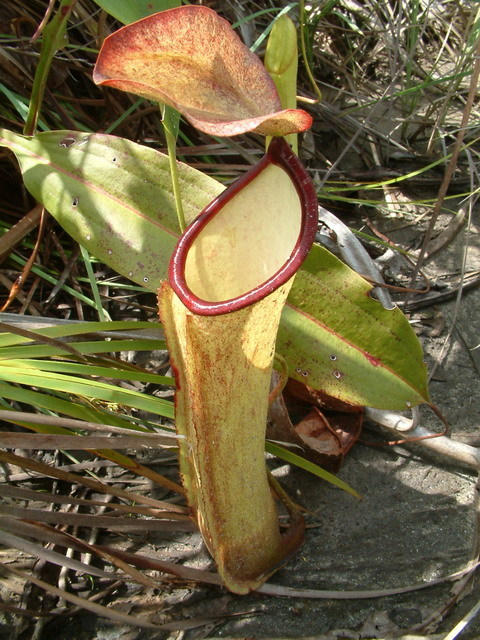
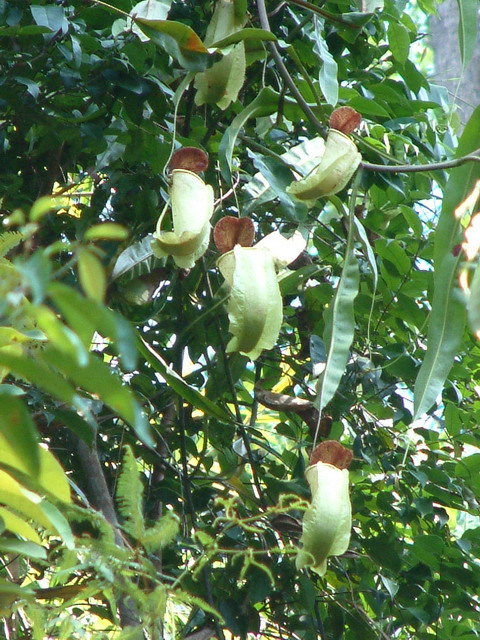